# Ambasciatori prussiani a Danzica
L'ambasciatore prussiano a Danzica era il primo rappresentante diplomatico della Prussia a Danzica.
Le relazioni diplomatiche iniziarono ufficialmente nel 1646 e rimasero attive sino a quando la città non passò definitivamente sotto il dominio prussiano e venne incorporata al resto del regno. Johann Christian von Lindenowski, che fu l'ultimo ambasciatore prussiano, divenne il primo sindaco della città sotto il dominio prussiano. Dagobert von Vegesack fu console prussiano nella città libera di Danzica dal 1807 e poi divenne direttore della polizia dopo la riunione con la Prussia.
Il consolato si trovava in Frauengasse n. 11 nel 1810.

## Elettorato di Brandeburgo
- 1646–1652: Joachim Christoph Benckendorff
- 1661–1667: Johann Stoeckel
- 1667–1670: Peter Hendreich
- 1671–1678: Joachim Friedrich Benkendorf
- 1694–1701: Adam Bogislaus Rubach

## Regno di Prussia
- 1701–1718: Adam Bogislaus Rubach
- 1718–1720: Christian Heinrich von Offenberg
- 1722–1733: Ewald Joachim von Zitzewitz
- 1738: Johann Konstantin Ferber
- 1740–1750: Johann Adolf von Wagenfeldt
- 1750–1765: Benjamin Reimer
- 1765–1771: Johann Andreas von Junck
- 1771–1782: Johann Gottlieb Tietz
- 1782–1793: Johann Christian von Lindenowski
- 1807–1815: Roderich Achilles Dagobert von Vegesack, Console generale

1815: Chiusura del consolato